# Джалунское
Джалунское — пресноводное озеро в Нанайском районе Хабаровского края России. Площадь зеркала — 31,4 км². Водосборная площадь — 816 км². Высота на уровнем моря — 19 м.
Озеро Джалунское находится в правобережной пойме нижнего течения реки Амур. В западной части имеет сток в озеро Большая Шарга и далее, через сеть проток, в Амур.
Имеет форму близкую к треугольной, в западной оконечности множество проток, соединяющих озеро с менее крупными водоёмами. Берега низкие. В озеро Джалунское в юго-восточной части впадает река Гили, в северо-восточной — река Нюра, а в северной — Яко. Характерно наличие длинных и узких заливов (Хитрый, Узкий, Гили, Дракон, Павлин, Утиный и др.).
На берегах озера населённые пункты отсутствуют, в 12 км к северо-востоку находится село Иннокентьевка. К востоку проходит автомобильная дорога A376 Хабаровск — Комсомольск-на-Амуре.
В 2007 году в районе озера были открыты доисторические артефакты, в основном это стоянки и жилища древних людей.